# سامخیا

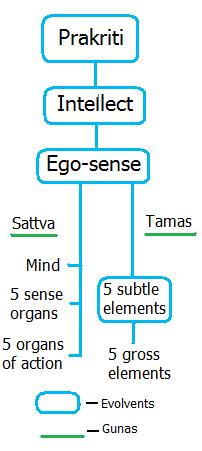
نموداری که نظریه تکامل مواد مختلف را از پراکریتی (طبیعت) در سامخیا، مکتب دوگانه‌گرایانه فلسفه هند، نشان می‌دهد.

سامکهیَه/سامکهیا یا سانکیَه (سانسکریت: सांख्य) یکی از شش آستیکه مکتب‌های فلسفی هندو است. این مفهوم بیشتر با مکتب یوگا در آئین هندوئیسم مرتبط است. سامکهیَه فلسفه‌ای شمارشگر است، بدین مفهوم که معرفت‌شناسی را سه تا از شش پراماناس «به‌عنوان تنها وسیله‌ی قابل‌اعتماد برای دستیابی به دانش» می‌داند. این موارد شامل پراتیاکسَه (ادراک)، آنومانَه (استنباط)، و سابدَه (منابع معتبر) هستند. این مفهوم گاهی به‌عنوان خردگرایی در مکاتب فلسفه هندی قلمداد می‌شود. اتکای این مکاتب باستانی به عقل منحصربه‌فرد اما محکم بود.